# Telemach (Bośnia i Hercegowina)
Telemach d.o.o. – bośniackie przedsiębiorstwo telekomunikacyjne z siedzibą w Sarajewie. Oferuje usługę telewizji kablowej oraz dostęp do szerokopasmowego internetu.
Stanowi część United Group.